# Lakon
Le lakon [lakɔn] est une langue océanienne parlée par 800 personnes, au nord du Vanuatu, à l'ouest de Gaua dans les îles Banks.

## Nom
Le nom lakon provient de la région où il est parlé, la zone sud-ouest de l'île de Gaua, nommée Lakon dans cette langue. La même région est nommée Lakona en langue mota voisine — ce qui est reflété dans le nom Lakona Bay sous lequel certaines cartes européennes désignent la baie qui borde la côte ouest de Gaua. C’est ainsi que la langue lakon a parfois été désignée, dans la littérature, sous le nom de Lakona.
Les dialectes du lakon comprenaient le qatareu (qätärew), le vurē, le togla. Par ailleurs, l’olrat, malgré une relative intercompréhension avec le lakon, en diffère suffisamment pour être considéré une langue à part – éteinte depuis 2009, supplantée par le lakon.

## Phonologie
Les conventions orthographiques utilisées pour écrire le lakon sont présentées dans les tableaux ci-dessous, à côté du symbole en alphabet phonétique international.

### Voyelles
Parmi les langues du Vanuatu du nord, le lakon est la langue qui comporte le plus de phonèmes vocaliques, avec seize voyelles : huit brèves et huit longues.
|             | Antérieures     | Centrales       | Postérieures    |
| ----------- | --------------- | --------------- | --------------- |
| Fermées     | /i/ i ∙ /iː/ ii |                 | /u/ u ∙ /uː/ uu |
| Pré-fermées | /ɪ/ ē ∙ /ɪː/ ēē |                 | /ʊ/ ō ∙ /ʊː/ ōō |
| Mi-ouvertes | /ɛ/ e ∙ /ɛː/ ee |                 | /ɔ/ o ∙ /ɔː/ oo |
| Pré-ouverte | /æ/ ä ∙ /æː/ ää |                 |                 |
| Ouverte     |                 | /a/ a ∙ /aː/ aa |                 |

### Consonnes
Le lakon a 16 phonèmes consonantiques, dont des consonnes labiales-vélaires avec un relâchement spirant en [w], courantes dans les langues de la région.
|                    | Labio-vélaires | Bilabiales  | Alvéolaires | Vélaires | Glottales |
| ------------------ | -------------- | ----------- | ----------- | -------- | --------- |
| Occlusives sourdes | /k͡pʷ/ q        | /p/ p       | /t/ t       | /k/ k    | ([ʔ] ’)   |
| Affriquée          |                |             | /t͡ʃ/ j      |          |           |
| Fricatives         |                | /β/ [β~ɸ] v | /s/ s       | /ɣ/ g    | (/h/ h)   |
| Nasales            | /ŋ͡mʷ/ m̄        | /m/ m       | /n/ n       | /ŋ/ n̄    |           |
| Latérale           |                |             | /l/ l       |          |           |
| Vibrante           |                |             | /r/ r       |          |           |
| Semi-consonnes     | /w/ w          |             |             |          |           |

Le coup de glotte apparaît automatiquement au début des syllabes commençant par des voyelles dans les mots lexicaux, comme dans ’ät’ätä [ʔæt.ʔætæ], forme rédupliquée du verbe « voir, regarder ».

## Grammaire

### Pronoms personnels
Le lakon distingue quatre nombres ; il fait également la distinction entre le « nous » exclusif et inclusif, mais ne différencie pas les genres (ni peut signifier aussi bien « elle » que « il »).
| Personne | Personne  | Singulier | Duel  | Triel         | Pluriel |
| -------- | --------- | --------- | ----- | ------------- | ------- |
| 1re      | inclusive |           | wōjō  | tēlēj ~ jēlēj | gēj     |
| 1re      | exclusive | na        | gamaa | tēlēmä        | gamä    |
| 2e       | 2e        | nēk       | gamuu | tēlēmu        | gamu    |
| 3e       | 3e        | ni ~ nē   | wōrō  | tēlēē         | gēē     |